# Вененея
Вененея (Veneneia) — другий за величиною кратер на астероїді 4 Веста. Знаходиться в південній півкулі астероїда, на 52° південної широти. Діаметр кратера 395 км, що становить 70% екваторіального діаметра астероїда і робить його одним із найбільших кратерів у Сонячній системі. 
Вік кратера щонайменше 2 мільярди років, і, можливо, 4,2 мільярда років. Кратер перекритий і частково стертий ще більшим кратером Реясильвія. Вененея була виявлена космічним апаратом Dawn у 2011 році. Вона названа на честь Вененії, однієї з перших весталок.
Веста має ряд западин у північній півкулі, концентричних до Вененеї, ймовірно, утворених внаслідок удару. Найбільшою є борозна Сатурналії, близько 39 км завширшки і понад 400 км завдовжки.